# Копра
Копра је осушено језгро кокосовог ораха. 
Кокосово уље се добија млевењем копре, а затим кувањем у води. Прераду копре су развили трговци на јужним морима 1860−их. 
Копра је важан производ у економији острва Океаније.